# Gynandromorfilie
Gynandromorfilie is een bij de mens voorkomende seksualiteit waarbij personen zich aangetrokken voelen tot transgender personen die zowel mannelijke als vrouwelijke kenmerken heeft.
In sommige wetenschappelijke literatuur worden de termen gynandromorfofiel en gynemimetofiel  gebruikt voor mannen die zich aangetrokken voelen tot transvrouwen die een combinatie van mannelijke en vrouwelijke fysieke kenmerken bezitten. De term andromimetofiel beschrijft een aantrekkingskracht tot transmannen.